# Böj
Böj är en småort i Östra Fågelviks socken i Karlstads kommun i Värmlands län, Sverige. 
Från 2015 är bebyggelsen sammanvuxen med den i den tidigare småorten Bäck och Vång.